# Kalya
Kalya è una circoscrizione rurale (rural ward) della Tanzania situata nel distretto di Uvinza, regione di Kigoma. Conta una popolazione di 22 486 abitanti (censimento 2012).